# Andrius Gudžius
Andrius Gudžius (ur. 14 lutego 1991 w Kownie) – litewski lekkoatleta specjalizujący się w rzucie dyskiem.
W 2007 roku zdobył brązowy medal mistrzostw świata juniorów młodszych. W kolejnym sezonie zajął 6. miejsce w światowym czempionacie juniorów. Piąty zawodnik juniorskich mistrzostw Starego Kontynentu, które odbyły się w 2009 w Nowym Sadzie. Zdobywca złotego medalu mistrzostw świata juniorów w Moncton (2010). Mistrz Europy do lat 23 z Tampere (2013). W 2014 zajął 10. miejsce na mistrzostwach Europy w Zurychu. Brązowy medalista uniwersjady (2015). Dwunasty zawodnik igrzysk olimpijskich w Rio de Janeiro (2016). Rok później został w Londynie mistrzem świata. W 2018 zdobył złoto mistrzostw Europy w Berlinie. W 2022 sięgnął po brąz mistrzostw świata w Eugene.
Złoty medalista mistrzostw Litwy w różnych kategoriach wiekowych oraz reprezentant kraju w pucharze Europy w rzutach oraz drużynowych mistrzostwach Europy.
Rekordzista kraju w kategorii juniorów: w rzucie dyskiem juniorskim (1,75 kg) – 65,51 m i w rzucie dyskiem seniorskim (2 kg) – 61,85 m.

## Osiągnięcia
| Rok  | Impreza                                  | Miejsce        | Pozycja           | Wynik |
| ---- | ---------------------------------------- | -------------- | ----------------- | ----- |
| 2007 | Mistrzostwa świata juniorów młodszych    | Ostrawa        | 3. miejsce        | 61,59 |
| 2008 | Mistrzostwa świata juniorów              | Bydgoszcz      | 6. miejsce        | 58,63 |
| 2009 | Mistrzostwa Europy juniorów              | Nowy Sad       | 5. miejsce        | 60,05 |
| 2010 | Mistrzostwa świata juniorów              | Moncton        | 1. miejsce        | 63,78 |
| 2011 | Młodzieżowe mistrzostwa Europy           | Ostrawa        | el. – 13. miejsce | 56,58 |
| 2011 | Uniwersjada                              | Shenzhen       | el. – 13. miejsce | 56,59 |
| 2012 | Mistrzostwa Europy                       | Helsinki       | el. – 29. miejsce | 55,80 |
| 2013 | Młodzieżowe mistrzostwa Europy           | Tampere        | 1. miejsce        | 62,40 |
| 2014 | Mistrzostwa Europy                       | Zurych         | 10. miejsce       | 60,82 |
| 2015 | Zimowy puchar Europy w rzutach           | Leiria         | 2. miejsce        | 65,51 |
| 2015 | I liga drużynowych mistrzostw Europy     | Heraklion      | 2. miejsce        | 60,98 |
| 2015 | Uniwersjada                              | Gwangju        | 3. miejsce        | 62,54 |
| 2015 | Mistrzostwa świata                       | Pekin          | el. – 14. miejsce | 62,22 |
| 2016 | Mistrzostwa Europy                       | Amsterdam      | el. – 13. miejsce | 63,60 |
| 2016 | Igrzyska olimpijskie                     | Rio de Janeiro | 12. miejsce       | 60,66 |
| 2017 | Puchar Europy w rzutach                  | Las Palmas     | 2. miejsce        | 64,18 |
| 2017 | II liga drużynowych mistrzostw Europy    | Tel Awiw       | 2. miejsce        | 65,21 |
| 2017 | Mistrzostwa świata                       | Londyn         | 1. miejsce        | 69,21 |
| 2018 | Mistrzostwa Europy                       | Berlin         | 1. miejsce        | 68,46 |
| 2018 | Puchar interkontynentalny                | Ostrawa        | 3. miejsce        | 66,95 |
| 2019 | Mistrzostwa świata                       | Doha           | 12. miejsce       | 61,55 |
| 2021 | II liga drużynowych mistrzostw Europy    | Stara Zagora   | 2. miejsce        | 63,90 |
| 2021 | Igrzyska olimpijskie                     | Tokio          | 6. miejsce        | 64,11 |
| 2022 | Mistrzostwa świata                       | Eugene         | 3. miejsce        | 67,55 |
| 2022 | Mistrzostwa Europy                       | Monachium      | 6. miejsce        | 65,40 |
| 2023 | II dywizja drużynowych mistrzostw Europy | Chorzów        | 2. miejsce        | 64,94 |
| 2023 | Mistrzostwa świata                       | Budapeszt      | 6. miejsce        | 66,16 |
| 2024 | Mistrzostwa Europy                       | Rzym           | 7. miejsce        | 64,43 |
| 2024 | Igrzyska olimpijskie                     | Paryż          | 8. miejsce        | 66,55 |
| 2025 | I dywizja drużynowych mistrzostw Europy  | Madryt         | 5. miejsce        | 64,63 |

## Rekordy życiowe
- Rzut dyskiem – 69,59 (2018)